# Landolfo Rangone
Landolfo Rangone (né à Modène, Italie, et mort le 4 août 1119) est un cardinal italien du XIe siècle et du XIIe siècle. 

## Biographie
Urbain II  le crée cardinal lors d'un consistoire vers 1088. En 1108 il est élu archevêque de Bénévent.

## Sources
- Fiche du cardinal   sur le site fiu.edu